# Salvador Espinoza
Salvador Espinoza Aldama (* 10. Juni 1947 in Uruapan, Michoacán), auch bekannt unter dem Spitznamen „Chavo“, ist ein ehemaliger mexikanischer Fußballspieler auf der Position eines linken Außenläufers.

## Laufbahn
Espinoza begann seine fußballerische Laufbahn im Alter von zehn Jahren beim in der mexikanischen Stadt Guadalajara beheimateten Verein Atlas Guadalajara, für den er in der Saison 1967/68 erstmals in einem Spiel der mexikanischen Primera División zum Einsatz gekommen war. Seine Einsatzdauer in jener Spielzeit beschränkte sich jedoch auf diese zehn Minuten gegen den Club León und außerdem wurde ihm am Saisonende von seinem Trainer Ney Blanco mitgeteilt, dass der Verein seinen Vertrag nicht verlängern werde. Daraufhin wollte Espinoza seine Laufbahn eigentlich schon beenden, kam durch einen glücklichen Zufall aber beim Stadtrivalen Chivas unter, wo er sich schon bald zum Stammspieler entwickelte. Mit Chivas wurde er in der Saison 1968/69 Vizemeister und gewann in der darauffolgenden Saison 1969/70 den insgesamt achten Meistertitel des CD Guadalajara. Außerdem gewann er mit Chivas in derselben Saison auch den Pokalwettbewerb und den Supercup.
Seine aktive Laufbahn beendete Chavo Espinoza bereits nach der Saison 1972/73 im Alter von gerade mal 26 Jahren. Doch auf Amateurebene spielte er noch bis um das Jahr 2000.

## Erfolge
- Mexikanischer Meister: 1969/70
- Mexikanischer Pokalsieger: 1969/70
- Mexikanischer Supercup: 1970